# Kaddejaure
Kaddejaure är en sjö i Jokkmokks kommun i Lappland och ingår i Luleälvens huvudavrinningsområde. Sjön har en area på 0,0726 kvadratkilometer och ligger 379 meter över havet.

## Delavrinningsområde
Kaddejaure ingår i det delavrinningsområde (739637-165681) som SMHI kallar för Utloppet av Pielnejaure. Medelhöjden är 369 meter över havet och ytan är 53,25 kvadratkilometer. Det finns inga avrinningsområden uppströms utan avrinningsområdet är högsta punkten. Pelnibäcken som avvattnar avrinningsområdet har biflödesordning 4, vilket innebär att vattnet flödar genom totalt 4 vattendrag innan det når havet efter 209 kilometer. Avrinningsområdet består mestadels av skog (82 procent). Avrinningsområdet har 6,36 kvadratkilometer vattenytor vilket ger det en sjöprocent på 11,9 procent.